# (12658) Peiraios
(12658) Peiraios (1973 SL) – planetoida z grupy trojańczyków okrążająca Słońce w ciągu 11,62 lat w średniej odległości 5,13 j.a. Odkryta 19 września 1973 roku.